# Tiago Prado
Tiago Prado (sinh ngày 3 tháng 5 năm 1984) là một cầu thủ bóng đá người Brasil.

## Sự nghiệp câu lạc bộ
Tiago Prado đã từng chơi cho Kyoto Sanga FC và Consadole Sapporo.

## Thống kê câu lạc bộ

### J.League
| Đội               | Năm       | J.League | J.League | J.League Cup | J.League Cup | Tổng cộng | Tổng cộng |
| Đội               | Năm       | Trận     | Bàn      | Trận         | Bàn          | Trận      | Bàn       |
| ----------------- | --------- | -------- | -------- | ------------ | ------------ | --------- | --------- |
| Kyoto Sanga FC    | 2007      | 29       | 3        | -            | -            | 29        | 3         |
| Consadole Sapporo | 2011      | 7        | 0        | -            | -            | 7         | 0         |
| Tổng cộng         | Tổng cộng | 36       | 3        | 0            | 0            | 36        | 3         |